# Lusignano
Lusignano is een plaats (frazione) in de Italiaanse gemeente Albenga.